# Glendalough
Glendalough (på iriska Gleann Dá Loch) är en dal i Wicklowbergen i grevskapet Wicklow i Irland. Dalen är känd för den tidigmedeltida klosterby som grundades här på 500-talet av Sankt Kevin. Klosterbyn blev ödelagd av brittiska styrkor under 1398. Ruinerna av klosterbyn och de andra anknytande historiska monument i dalen är idag en av Irlands främsta turistattraktioner. Glendalough är också ett populärt rekreationsområde, med möjlighet till bland annat picknick och vandring och de omkringliggande bergen ingår i Wicklow Mountains National Park. I dalen finns skog, hed, gräsmarker, vattendrag (däribland Poulanass med dess vattenfall och Glenealo) och två sjöar. Dalens namn, Glendalough, kommer från iriskans Gleann Dá Loch, och betyder just dalen med två sjöar. De två sjöarna kallas Upper Lake och Lower Lake. I Glendalough finns faciliteter som ett hotell med restaurang, ett vandrarhem och ett besökscentrum med utställningar om dalens historia och möjligheter till guidade rundvandringar.

## Sankt Kevin

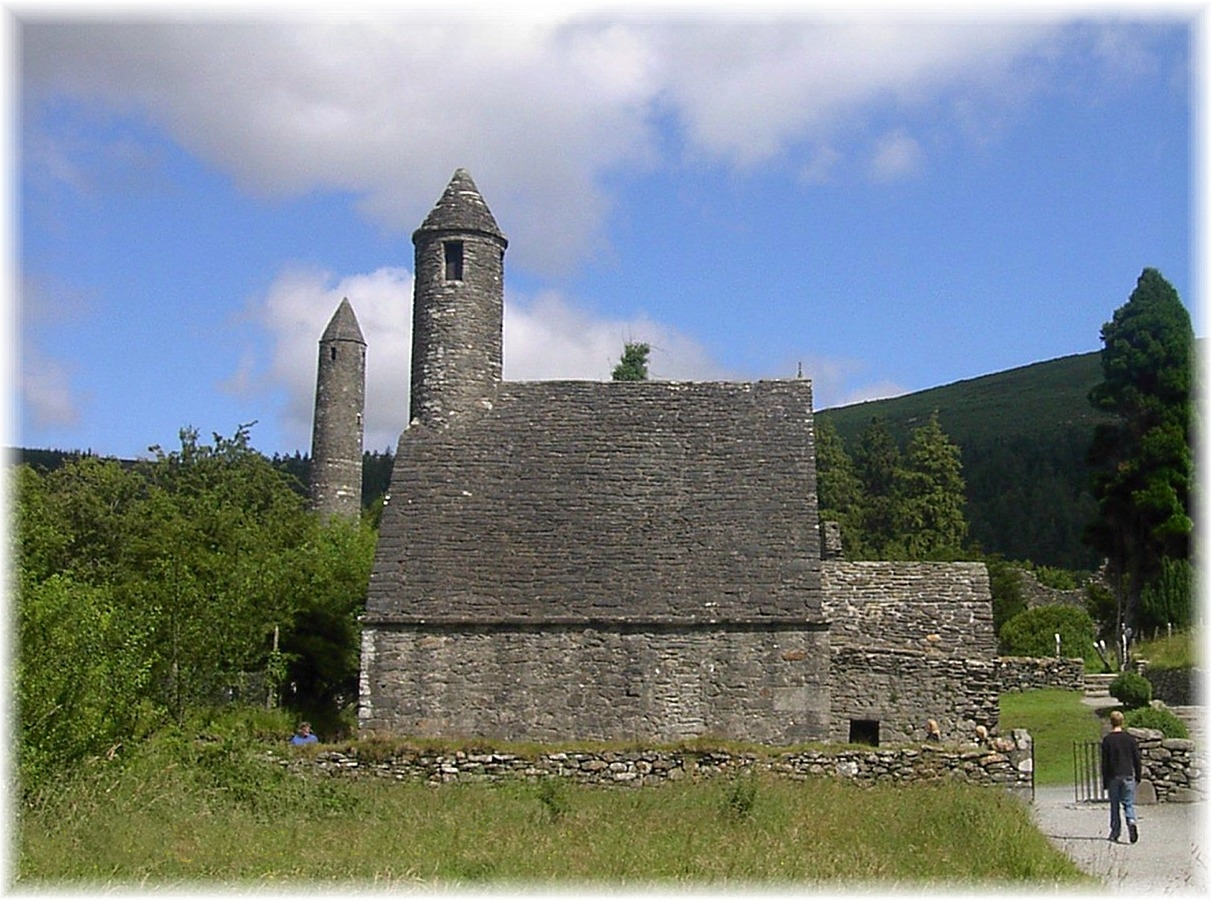
Sankt Kevins kyrka i Glendalough med det runda tornet i bakgrunden.

Man vet inte mycket om vem St. Kevin ursprungligen var och det finns många legender om honom. Ganska säkert är dock att när han först kom till Glendalough levde han som eremit i grottan som nu kallas St. Kevin's Bed vid Upper Lake. Senare sökte andra människor upp honom för att få andlig undervisning och kyrkor och kapell samt flera bostadskvarter började byggas i dalen. Detta blev under senare tid en av de viktigaste religiösa universiteten på Irland. St. Kevins kyrka och St. Kevin's Cross, ett keltiskt högkors, har fått namn efter St. Kevin. 

## Runda tornet
I Glendalough finns ett 33 meter högt runt torn. Det runda tornet byggdes på den tiden då Irland blev invaderat av vikingar (före 1066) för att beskydda de religiösa relikerna, böcker och nattvardskärlen som användes i klostret.